# Гігантський резонанс
Гігантський резонанс — це високочастотне колективне збудження атомних ядер, як властивість багаточастинкової квантової системи. У макроскопічній інтерпретації такого збудження в термінах коливань, найвідоміші гігантські резонанси є колективними коливаннями всіх протонів відносно всіх нейтронів у ядрі (гігантський дипольний резонанс).